# Toimi Pitkänen
Toimi Johannes Pitkänen, född 23 maj 1928 i Kuhmalax, död 17 september 2016 i Valkeakoski, var en finländsk roddare.
Pitkänen blev olympisk bronsmedaljör i fyra med styrman vid sommarspelen 1956 i Melbourne.